# Dieter Hintelmann
Dieter Walter Hintelmann (* 13. Oktober 1948 in Drochtersen) ist ein deutscher Oberst a. D. der Panzergrenadiertruppe der Bundeswehr. Während der Ausschreitungen im Kosovo 2004 war er Führer des 8. deutschen KFOR-Kontingents und stellvertretender Kommandeur der Multinationalen Brigade. Ihm folgte in dieser Funktion Erhard Bühler, damals Kommandeur der Panzerbrigade 12.
Hintelmann besuchte die Kooperative Gesamtschule Drochtersen. Als Offizier war er unter anderem Ende der 1970er Jahre Chef der 4. Kompanie des Panzergrenadierbataillons 73 in der Cuxhavener Hinrich-Wilhelm-Kopf-Kaserne. Im Dienstgrad Oberstleutnant war er vom 9. Mai 1996 bis zum 18. Dezember 1999 Schulkommandeur der Heeresunteroffizierschule I in der Lützow-Kaserne in Münster-Handorf und später Kommandeur am Standort Ebern in der Balthasar-Neumann-Kaserne, wo er bei Bekanntwerden der bevorstehenden Standortauflösung befahl, alles, was an das Panzergrenadierbataillon 101 bzw. 103 erinnere, in den Kompanien zu sammeln. Die Exponate bildeten den Grundstock für ein in der ehemaligen Kaserne eröffnetes Traditionsmuseum. Hintelmann war der letzte der elf Kommandeure des im September 2009 endgültig aufgelösten Bataillons. 2003 war er stellvertretender Kommandeur und Chef des Stabes der Panzergrenadierbrigade 41.
Nach seiner Zurruhesetzung am 31. Oktober 2008 war er als Kommunalpolitiker (CDU) in Altenberge aktiv.